# Nick Lashaway
Nick Lashaway (24 de março de 1988 — 8 de maio de 2016) foi um ator americano. Reconhecido por seus papéis em The X-Files e The 40 Year-Old Virgin, ele tem uma aparição em The Last Song oposto de Miley Cyrus, interpretando o líder de uma gangue de bandidos que rouba dinheiro da multidão durante o carnaval na praia, através de malabarismos com fogo. Ele interpreta Brandon O'Neil em My Soul to Take oposto de Max Thieriot, um dos sete adolescentes escolhidos para morrer.
Nick Lashaway morreu aos 28 anos em um acidente de carro.

## Filmografia
| Film | Film                       | Film                 | Film             |
| Ano  | Título                     | Papel                | Notas            |
| ---- | -------------------------- | -------------------- | ---------------- |
| 1998 | The X-Files                | Young Fox Mulder     | Papel de suporte |
| 2003 | 8 Simple Rules             | Boy #1               | 1 Episódio       |
| 2004 | Life as We Know It         | Christopher Flynn    | 3 Episódios      |
| 2005 | The 40 Year-Old Virgin     | Boy at Health Clinic |                  |
| 2007 | Humble Pie                 | Shawn                | Papel de suporte |
| 2007 | National Lampoon's Bag Boy | Ace                  | Papel de suporte |
| 2007 | The Office                 | Unknown              | 1 Episódio       |
| 2010 | The Last Song              | Marcus               | Papel de suporte |
| 2010 | Deal O'Neal                | Tommy O'Neal         | Telefilme        |
| 2010 | My Soul to Take            | Brandon              | Papel de suporte |
| 2010 | Little Murder              | Tom Little           |                  |
| 2010 | Diary of a Wimpy Kid       | Rodrick Heffley      |                  |
| 2013 | Girls                      | Frank                |                  |